# Aláàrìnjó
Aláàrìnjó est une troupe de théâtre itinérant nigerian. Elle présente des spectacles de comédie, de performances artistiques et acrobatiques en portant des costumes et masques traditionnels dans les villages du pays.
Les pièces étaient présentées de façon satiriques tout en maintenant les traditions yorubas vivantes.
La troupe aura un impact majeur sur la culture yoruba et nigériane jusqu'à la fin du XXe siècle.

## Historique

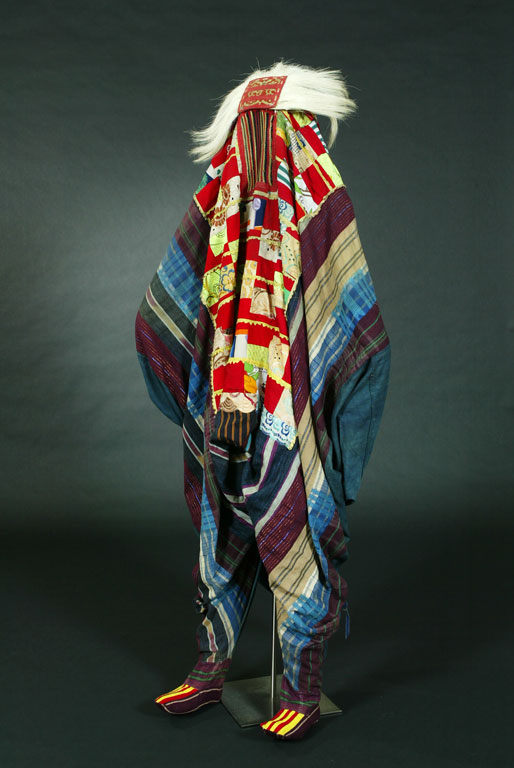
Vêtement de danse de mascarade Egungun (entre 1950 et 1960, Children's Museum of Indianapolis).

Les Yorubas ont toujours incorporé les arts scéniques dans leur culture (en). Les mascarades Egungun sont la première manifestation connue : les danseurs se baladent de village en village vêtus de masques colorés représentant les esprits des ancêtres en chantant et jouant du tambour pour apporter les bénédictions du monde des esprits,. Face à une foule très dissipée, les acteurs — exclusivement masculins — offrent un rite traditionnel Egungun, qu'ils parachèvent avec une mascarade qui invite les défunts ancêtres à rendre visite aux vivants. Selon Wole Soyinka, qui compare mais oppose le théâtre grec et le théâtre yoruba, la signification métaphysique parfois complexe des Egungun est portée par une esthétique de la tragédie yoruba fondée, en partie, sur le panthéon yoruba, notamment les Ooni d'Ife Ogun et Obàtálá,.
Le théâtre Aláàrìnjó prend ses racines dans cette tradition au XVIe siècle,. Il conserve son caractère itinérant et ses mascarades et présente des spectacles de musique, de danse, de mime, de comédie et d'acrobatie. Les pièces, d'un ton satirique, sont basées sur des personnages stéréotypés bien établis et ont un caractère éducatif, philosophique, divertissant et encourageant,,,.

« [Les mascarades] ont tendance à raconter des histoires non verbales sur des sujets tels que la fertilité, l'amour, la naissance et les récoltes. [...] [Pour raconter des histoires,] nous utilisons la danse, le chant, la musique, les gestes et les tambours. »

— Ayodele Olofintuade, écrivain nigérian.

## Postérité
La tradition de l'Aláàrìnjó a influencé le Yoruba Travelling Theatre (en), qui a été la forme de théâtre la plus répandue et la plus développée au Nigeria des années 1950 aux années 1980. Elle lance aussi la tradition du conte sur scène au Nigeria, qui va évoluer au fil du temps.
Très influencé par la tradition Aláàrìnjó et les mascarades Egungun,, Hubert Ogunde crée en 1945 l'African Music Research Party : la première compagnie théâtrale professionnelle du Nigeria, et révolutionne avec elle le monde du théâtre yoruba et national. Connu comme le « père du théâtre moderne yoruba », il aborde d'importantes problématiques sociétales à travers ses œuvres, comme la domination coloniale, l'indépendance et les luttes des gens ordinaires. Depuis Ogunde, le théâtre devient un espace d'expression libre tout en conservant l'atmosphère traditionnelle yoruba.
La scène artistique nigériane demeure dynamique, tout en conservant certaines traditions, comme les mascarades, et continue de se développer. Strelitzia, un amalgame de théâtre, de poésie, de musique et de danse qui raconte la sensualité et la mémoire du peuple nigérian, est l'une des productions contemporaines les plus célèbres du pays.
Dans les années 1990, le théâtre itinérant yoruba s'est tourné vers la télévision et le cinéma et ne donne plus que rarement des représentations en direct.